# Terra de Melide
Die Comarca Terra de Melide (spanisch Tierra de Mellid) ist eine Verwaltungseinheit Galiciens. Die Einwohner leben auf einer Fläche von 367,26 km², was 1,25 % der Fläche Galiciens entspricht.

## Gemeinden
| Gemeinde                | Einwohner (2024) | Fläche km² | Dichte Einw./km² | Cod INE | Postleitzahl |
| ----------------------- | ---------------- | ---------- | ---------------- | ------- | ------------ |
| Melide                  | 7.734            | 101,30     | 76               | 15046   | 15800        |
| Santiso                 | 1.453            | 67,39      | 22               | 15079   | 15808        |
| Sobrado                 | 1.754            | 120,64     | 15               | 15080   | 15813        |
| Toques                  | 1.070            | 77,93      | 14               | 15083   | 15806        |
| Comarca Terra de Melide | 12.011           | 367,26     | 33               | –       | –            |